# Puto palinuri
Puto palinuri är en insektsart som beskrevs av Marotta och Tranfaglia 1993. Puto palinuri ingår i släktet Puto och familjen ullsköldlöss. Inga underarter finns listade i Catalogue of Life.